# Kamures Kadın
Kamures Kadın (turco ottomano: کامرس قادین; lett. "portatrice di piacere", chiamata anche Gamres, Kamres o Kamus Kadın; Ganja, 5 marzo 1855 – Istanbul, 30 aprile 1921) è stata la prima consorte del Sultano Mehmed V dell'Impero ottomano.

## Biografia
Kamures Kadın nacque il 5 marzo 1855. Nei documenti ufficiali risulta essere nata a Ganja, ma gli storici hanno dubbi su ciò. Venne mandata alla corte ottomana di Istanbul quando era molto piccola: ricevette un'eccellente istruzione e divenne una pianista eccezionale.
Sposò l'allora Şehzade Mehmed Reşad il 30 settembre 1872, divenendo la sua prima consorte. Un anno dopo, il 26 agosto 1873, diede alla luce il suo unico figlio, Şehzade Mehmed Ziyaeddin. Il 27 aprile 1909, dopo l'ascesa al trono di Mehmed, le fu dato il titolo di "BaşKadin", ovvero Prima consorte.
Nel 1914, conobbe Sultan Jahan. Il Sultano Mehmed, che conosceva bene la lingua persiana, agì come interprete tra di loro. Safiye Ünüvar, un insegnante alla Enderun-i Hümayun Mektebi, ne commentò la bellezza nelle sue memorie, e disse che era ancora molto bella, quando la rincontrò nel 1915. Kamures era appassionata di storia, e quando Safiye la incontrò portava con sé dei libri di storia ottomana.
Nel 1918, conobbe re Boris III di Bulgaria, quando lui visitò Istanbul, e gli venne presentata come Regina dell'Impero ottomano. Il 30 maggio 1918, Kamures accolse anche l'Imperatrice Zita di Borbone-Parma nell'harem del Palazzo di Yıldız, quando quest'ultima visitò Istanbul con suo marito, l'Imperatore Carlo I d'Austria.

## Filantropia
Il 20 marzo 1912, il "Centro per le donne Hilal-i Ahmer" fu organizzato nell'"Associazione ottomana Hilal-i Ahmer", una fondazione stabilita nel 1877 per provvedere cure mediche a Istanbul e nelle comunità circostanti. Kamures fu presidente onoraria di questa organizzazione. Lo stesso anno, ricevette la "Medaglia Rossa Crescente ottomana" (Osmanlı Hilal-i Ahmer Madalyası) che fu creata poco dopo l'inizio delle guerre nei Balcani nel novembre del 1912. La medaglia fu data a coloro che resero servizi di beneficenza, materiale o morali, all'organizzazione. Fu l'unica donna musulmana ottomana prima della Prima guerra mondiale a ricevere la medaglia in oro.
Nel febbraio del 1914, l'organizzazione annunciò l'inizio di un corso per aiuti infermieristici, che consisteva in diciotto lezioni di due ore ciascuna il venerdì e il sabato. Le lezioni erano tenute da Besim Omer e Akil Muhtar. Tra le 40 o 50 donne che parteciparono al corso, alla fine dei cinque mesi solo 27 superarono brillantemente l'esame. Queste 27 donne, che erano tutte mogli o figli di prominenti ufficiali ottomani, ricevettero il loro certificato durante una cerimonia in cui partecipò anche Kamures, tra le donne della famiglia imperiale.
Nell'aprile del 1913, Kamures patrocinò l'organizzazione Osmanlı–Türk Hanımları Esirgeme Derneği (Associazione per la protezione delle donne Turco ottomane). Il Sultano donò 50 monete ottomane all'organizzazione.

## Morte
Dopo la morte di Mehmed il 3 luglio 1918, andò a vivere nel palazzo del suo figliastro Şehzade Mahmud Necmeddin a Kuruçesme, dove morì il 30 aprile 1921, all'età di sessantasei anni. Fu sepolta nel mausoleo di suo marito, nel Cimitero di Eyüp Sultan.

## Onori
- Medaglia ottomana della Mezzaluna rossa, oro, 1912.[12]

## Discendenza
Da Mehmed V, Kamures Kadın ebbe un figlio:
- Şehzade Mehmed Ziyaeddin (26 agosto 1783 - 30 gennaio 1938). Ebbe cinque consorti, due figli e sei figlie.